# Bénin Télécoms SA

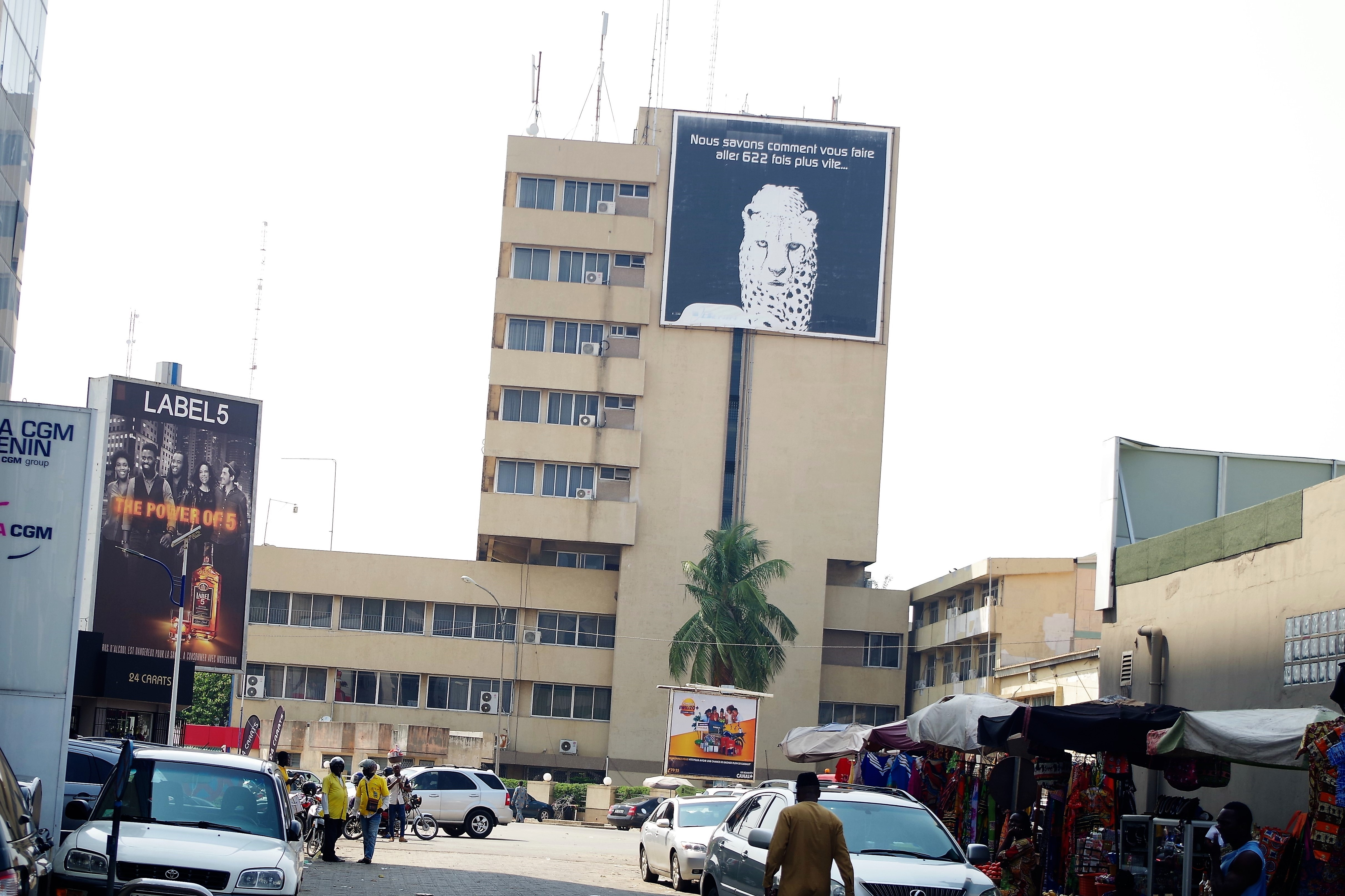
Direction Générale de Bénin Télécoms SA à Cotonou Bénin.

Bénin Télécoms est l’opérateur historique des télécommunications au Bénin fondé en mai 2004 à la suite de la scission de l'Office des Postes et Télécommunications.

## Historique
L'Office des Postes et Télécommunications de la République du Bénin (OPT) est scindé en deux entités en mai 2004,
Bénin Télécoms SA est créée par décret du 5 mai 2004, La Poste du Bénin est créée en juin 2004. Bénin Télécoms a pour mission de reprendre les activités exercées dans le domaine des télécommunications par l’ex-office des Postes et télécommunications.
Le gouvernement du Président Patrice Talon dissout le 21 juin 2017, Bénin Télécoms Infrastructures et Libercom et engage la sélection d'un partenaire pour Bénin Télécoms Services pour la création d'une nouvelle société publique de télécommunications avec un actif sain.

## Filiales
Libercom est l'opérateur de réseau mobile, filiale de Bénin Télécoms, dissoute en juin 2017, elle était le 5e opérateur mobile du pays avec 56 mille abonnés en 2015, sur un marché de plus de 9 millions.